# Giglsederbach
Der Giglsederbach ist ein kleiner Bach bei Obertrum am See im nördlichen Flachgau im Land Salzburg. Er ist ein rechter Nebenfluss der Mattig.

## Geographie

### Verlauf
Der Giglsederbach hat seine Quelle nördlich von Schöngumprechting (Gemeinde Seekirchen), zwischen den Ortschaften Kothgumprechting (Gemeinde Seekirchen) und Köllern (Gemeinde Obertrum). Er fließt zu Beginn Richtung Norden, wobei sich sein Lauf zwischen der Mattig und dem Schmiedkellerbach befindet. Der Bach behält seine nördliche Fließrichtung bei und passiert dabei die Ortschaften Kopfsberg (Gemeinde Obertrum) in westlicher Richtung und Schmiedkeller (Gemeinde Obertrum) in östlicher Richtung. Südlich von Kopfsberg wird der Giglsederbach dann zu einem kleinen Teich aufgestaut, welchen er anschließend durchfließt. Nach Verlassen des Teichs behält der Bach zunächst seine nördliche Fließrichtung bei, bis er kurz vor dem Eintritt in das Gemeindezentrum von Obertrum für gut 200 Meter verdolt geführt wird. In der Lindenhofsiedlung (Gemeinde Obertrum) tritt der Giglsederbach wieder an die Oberfläche und fließt hier kurz geradlinig in östliche bis nordöstliche Richtung bevor er schließlich von rechts in die hier noch als Mattigbach bezeichnete Mattig mündet.

### Zuflüsse
In seinem gesamten Lauf nimmt der Giglsederbach keine nennenswerten Zubringer auf, nur im Oberlauf fließen einige kurze Hangbäche zu, die jedoch häufig trocken fallen und somit als periodische Gewässer gelten.

### Einzugsgebiet
Östlich der Quelle des Giglsederbachs entspringt der Schmiedkellerbach, der über den Mattseeroider Bach zum Obertrumer See entwässert. Westlich entspringt der Köllererbach, der schon oberhalb ebenfalls in die Mattig mündet.

## Hochwasser in Obertrum
Seit dem Hochwasser im Jahr 2002 im Gemeindezentrum von Obertrum ist der Giglsederbach im Unterlauf in und oberhalb der Lindenhofsiedlung hochwassersicher verbaut. Ähnliches findet sich auch am Bischlsroiderbach, am Haberbach, am Köllererbach und am Kirchstättbach.